# Léon Motchane
Pour les articles homonymes, voir Motchane.
Léon Motchane, né le 19 juin 1900 à Saint-Pétersbourg (Russie) d'une famille russe et helvétique et mort le 16 janvier 1990 à Paris, est un industriel et mathématicien français, fondateur de l'Institut des hautes études scientifiques (IHÉS) de Bures-sur-Yvette.

## Biographie
Léon Motchane quitte la Russie en 1918 pour la Suisse où, tout en travaillant à temps partiel comme menuisier, il poursuit ses études et devient assistant de physique à l'université. Il s'établit ensuite en France en 1924 et obtient sa naturalisation dans les années 1930. Il devient industriel.
Lorsque la Seconde Guerre mondiale éclate, engagé volontaire, versé dans l'artillerie, il devient élève officier à l'école d'application de Fontainebleau. Puis il entre dans la Résistance où son activité est surtout de renseignement. Il sera blessé dans l'action le 13 août 1944, ce qui lui vaudra la croix de guerre et la médaille de la Résistance avec rosette.
Pendant l'occupation, il participe à l'aventure des Éditions de Minuit et publie clandestinement, sous le pseudonyme de Thimerais, La Pensée patiente.

Après la guerre, à l'âge de 54 ans, il reprend ses études de mathématiques et soutient une thèse (doctorat d'État en mathématiques) sous la direction de Gustave Choquet. Il fait alors le projet de créer en France un institut comparable à l'IAS de Princeton pour regrouper des mathématiciens et des physiciens de haut niveau. Il bénéficie du soutien moral du physicien américain Robert Oppenheimer, président de l'IAS et du soutien financier de plusieurs grandes entreprises privées. C'est ainsi qu'il en vient à créer en 1958 l'Institut des hautes études scientifiques (IHÉS), qui s'installe au Bois-Marie à Bures-sur-Yvette en 1962. 

« Les débuts ont été des plus modestes : deux pièces de la Fondation Thiers à Paris ; quatre personnes, le directeur et sa secrétaire, Annie Rolland, et deux mathématiciens célèbres, Jean Dieudonné et Alexandre Grothendieck. »

Il sera directeur de l'IHÉS de 1958 à sa retraite en 1971.

### Famille
Léon Motchane est le père de Didier Motchane, né en 1931, et Jean-Loup Motchane, né en 1933.
Il s'est marié avec Zoya Sibert, puis en 1950 avec Yvonne Paraf, directrice adjointe des Éditions de Minuit à la Libération, puis avec Annie Rolland, après la création de l'IHÉS.

### Hommage
Un de ses amis déclarera à sa mort : 

« Par la pertinence de ses vues, par son immense dévouement à cette cause, Léon Motchane avait acquis l'autorité nécessaire et communiqué l'enthousiasme indispensable pour créer et développer cet Institut. Il lui fallut un optimisme inébranlable et une connaissance développée du monde scientifique et des milieux économiques. Cet homme exceptionnel laisse à ses amis, en plus de son œuvre, un souvenir impérissable : sa silhouette aristocratique, son charme allié à une certaine sévérité dont il savait se départir dans des instants de fraternelle familiarité, sa grande culture, sa générosité et sa droiture. »